# Axel Raga
Axel Raga Rigobert (ur. 27 lipca 1997 w Pierre-Bénite) – piłkarz z Saint-Martin grający na pozycji napastnika w piątoligowym francuskim klubie GFA Rumilly-Vallières oraz reprezentacji Saint-Martin.
W swojej karierze występował wi wielu francuskich klubach z niskich lig, takich jak: Le Mans, GOAL FC, Lyon La Duchère, Ain Sud, Velay FC czy FC Vaulx-en-Velin. W reprezentacji Saint-Martin zadebiutował 7 września 2023 w meczu z Anguillą, w którym zdobył 4 bramki. W Lidze Narodów CONCACAF 2023/24 zdobył 8 goli i jest liderem klasyfikacji strzelców.